# Pseudoscaphirhynchus
Pseudoscaphirhynchus – rodzaj ryb promieniopłetwych z rodziny jesiotrowatych (Acipenseridae). Obejmuje trzy gatunki występujące w zachodniej Azji. Jedynie nibyłopatonos amu-daryjski ma znaczenie gospodarcze.

## Rozmieszczenie geograficzne
Dopływy Jeziora Aralskiego. Dwa gatunki zamieszkują dorzecze Amu-darii (P. kaufmanni i P. hermanni), a jeden Syr-darii (P. fedtschenkoi).

## Charakterystyka
Mają szerokie, spłaszczone pyski o łopatkowatym kształcie. Trzonu ogonowego nie pokrywają kostne płytki jak u łopatonosów z rodzaju Scaphirhynchus. Nibyłopatonosy utraciły pęcherz pławny. Największe osobniki P. kaufmanni osiągają do 60 cm długości, pozostałe nie przekraczają 30 cm; największa opublikowana masa ciała to 2 kg. Pokarm ich stanowią denne bezkręgowce, głównie larwy owadów. Dorosłe P. kaufmanni żywią się drobnymi rybami.

## Systematyka
Rodzaj zdefiniował w 1900 roku rosyjski zoolog Aleksandr Nikolski w artykule poświęconym nowemu rodzajowi i gatunkowi jesiotrowatych opublikowanym w czasopiśmie Jeżegodnik Zoołogiczeskago Muzieja Іmpieratorsuj Akadiemіi Nauk. Gatunkiem typowym jest (oznaczenie monotypowe) P. hermanni.

### Etymologia
- Pseudoscaphirhynchus: gr. ψευδος pseudos ‘fałszywy’; rodzaj Scaphirhynchus Heckel, 1836[8].
- Kessleria: Karl Kessler (1815–1881), niemiecko-bałtycki zoolog[4]. Gatunek typowy (oznaczenie monotypowe): Scaphirhynchus fedtschenkoi Kessler, 1872.
- Hemiscaphirhynchus: gr. ἡμι- hēmi- ‘pół-, mały’, od ἡμισυς hēmisus ‘połowa’; rodzaj Scaphirhynchus Heckel, 1836[9][5]. Gatunek typowy (oryginalne oznaczenie): Scaphirhynchus kaufmanni Kessler, 1877.

### Podział systematyczny
Do rodzaju należą następujące gatunki:
- Pseudoscaphirhynchus fedtschenkoi (Kessler, 1872) – nibyłopatonos syr-daryjski[10]
- Pseudoscaphirhynchus hermanni (Kessler, 1877)
- Pseudoscaphirhynchus kaufmanni (Kessler, 1877) – nibyłopatonos amu-daryjski[11]